# Андреева, Полина Олеговна
Полина Олеговна Андреева (20 февраля 2002) — российская тяжелоатлетка. Чемпионка России 2022 года, призёр чемпионатов России 2023 и 2024 годов в категории до 49 кг. Мастер спорта России.

## Биография
Родилась 20 февраля 2002 года в селе Избахтино Яльчикского района Республики Чувашия. Является воспитанницей республиканской Спортивной школы олимпийского резерва № 3 и Чебоксарского училища олимпийского резерва им. В. М. Краснова.
В октябре 2018 года присвоено звание звание «Мастер спорта России».
На чемпионате России по тяжёлой атлетике 2022 года, который состоялся в Хабаровске, Полина в первый раз в карьере завоевала золотую медаль чемпионата страны с общим весом на штанге по сумме двух упражнений 175 килограммов.
На чемпионате России по тяжёлой атлетике 2023 года, который состоялся в Новом Уренгое, Андреева завоевала бронзовую медаль чемпионата страны с общим весом на штанге по сумме двух упражнений 162 килограмма.
В июле 2024 года на чемпионате России, который состоялся В Новосибирске, Полина завоевала серебряную медаль в категории до 49 кг.
В августе 2025 года на чемпионате России в Санкт-Петербурге в весовой категории до 49 кг завоевала малую бронзовую медаль в упражнении рывок с результатом 74 кг. В другом упражнении "толчок" в трёх попытках не смогла зафиксировать вес.

## Основные результаты
| Год  | Соревнования     | Место проведения | Весовая категория | Рывок, кг | Толчок, кг | Сумма, кг | Место |
| ---- | ---------------- | ---------------- | ----------------- | --------- | ---------- | --------- | ----- |
| 2022 | Чемпионат России | Хабаровск        | до 49 кг          | 78        | 97         | 175       | 1     |
| 2023 | Чемпионат России | Новый Уренгой    | до 49 кг          | 75        | 87         | 162       | 3     |
| 2024 | Чемпионат России | Новосибирск      | до 49 кг          | 75        | 90         | 165       | 2     |